# فرهنگ عربی

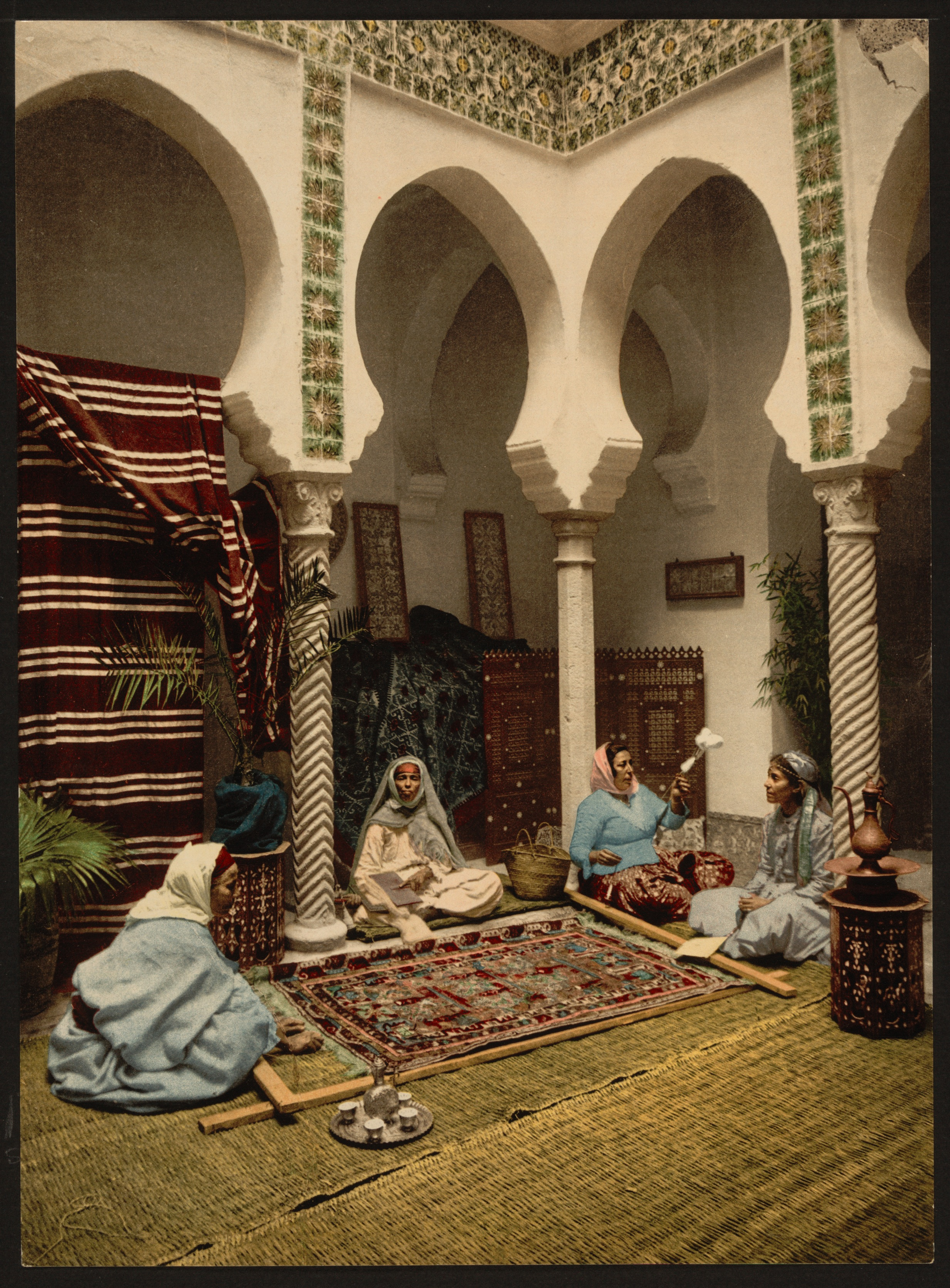
ساخت فرش‌های عربی در الجزیره، ۱۸۹۹

فرهنگ عرب، فرهنگ مردم عرب از اقیانوس اطلس در غرب به دریای عرب در شرق و از دریای مدیترانه در شمال تا شاخ آفریقا و اقیانوس هند در جنوب شرقی را شامل می‌شود. زبان، ادبیات، علم خوراک، هنر، معماری، موسیقی، معنویت، فلسفه و عرفان همه بخشی از میراث فرهنگی اعراب است.
دنیای عرب بسته به فرهنگ‌ها، گویش‌ها و سنت‌های مختلف گاهی به مناطق جداگانه تقسیم می‌شود از جمله:
- شام: لبنان، سوریه، فلسطین و اردن.
- مصر و سودان.
- بین‌النهرین: عراق ، خوزستان.
- شبه جزیره عربستان: کویت، بحرین، قطر، عربستان سعودی ، عمان، یمن و امارات متحده عربی.
- مغرب: لیبی، تونس، الجزایر، مراکش و موریتانی.

## ادبیات
ادبیات عربی عبارت است از نوشتارهای نثر و شعر که توسط گویندگان عرب زبان تولید می‌شود. کلمه عربی مورد استفاده برای ادبیات آداب است که از کلمه ای به معنی «دعوت کسی برای صرف غذا» گرفته شده‌است و متضمن ادب، فرهنگ و غنی سازی است. ادبیات عرب در قرن ۶ ظهور کرد، و فقط بخش‌هایی از زبان نوشتاری قبل از آن ظاهر شد. قرآن، از قرن ۷، بیشترین و طولانی‌ترین تأثیر را در فرهنگ و ادبیات عرب داشت. خنسا، زن معاصر محمد، شاعر تحسین شده عرب بود.. خنسا شناخته‌شده‌ترین شاعر زن در ادبیات عرب به‌شمار می‌رود..

## موسیقی
دنیای موسیقی عربی مدت‌هاست تحت سلطه قاهره، به عنوان یک مرکز فرهنگی قرار دارد، اگرچه نوآوری‌های موسیقی و سبک‌های منطقه ای از تونس تا عربستان سعودی فراوان است. در سالهای اخیر بیروت به مرکز اصلی موسیقی عربی نیز تبدیل شده‌است. موسیقی کلاسیک عربی در بین مردم، به ویژه تعداد کمی از سوپراستارها که در سراسر جهان عرب شناخته شده‌اند، بسیار محبوب است.